# Danh sách bài hát quán quân Bài hát yêu thích năm 2012

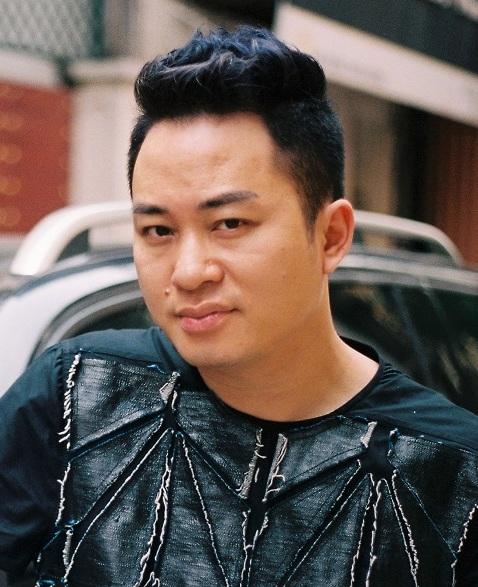
Nam ca sĩ Tùng Dương với bài hát "Chiếc Khăn Piêu" sau 9 tuần lễ liên tiếp đứng ở vị trí quán quân bảng xếp hạng đã xuất sắc vượt mặt "Người Hát Tình Ca" của Uyên Linh để trở thành Bài hát yêu thích của năm 2012.

Dưới đây là danh sách bài hát quán quân bảng xếp hạng Bài Hát Yêu Thích của Việt Nam năm 2012.

## Lịch sử xếp hạng
– Bài hát Yêu thích của Năm
| Ngày phát hành | Bài hát               | Nghệ sĩ         | Nguồn  |
| -------------- | --------------------- | --------------- | ------ |
| 15 tháng 1     | "Người Hát Tình Ca"   | Uyên Linh       | [ 2 ]  |
| 20 tháng 1     | "Người Hát Tình Ca"   | Uyên Linh       | [ 3 ]  |
| 27 tháng 1     | "Người Hát Tình Ca"   | Uyên Linh       | [ 4 ]  |
| 3 tháng 2      | "Người Hát Tình Ca"   | Uyên Linh       | [ 5 ]  |
| 10 tháng 2     | "Nếu Như Anh Đến"     | Văn Mai Hương   | [ 6 ]  |
| 17 tháng 2     | "Nếu Như Anh Đến"     | Văn Mai Hương   | [ 7 ]  |
| 24 tháng 2     | "Nếu Như Anh Đến"     | Văn Mai Hương   | [ 8 ]  |
| 2 tháng 3      | "Nếu Như Anh Đến"     | Văn Mai Hương   | [ 9 ]  |
| 9 tháng 3      | "Sẽ Mãi Yêu Anh"      | Nguyễn Ngọc Anh | [ 10 ] |
| 16 tháng 3     | "Bay"                 | Thu Minh        | [ 11 ] |
| 23 tháng 3     | "Sẽ Mãi Yêu Anh"      | Nguyễn Ngọc Anh | [ 12 ] |
| 30 tháng 3     | "Nếu Như Anh Đến"     | Văn Mai Hương   | [ 13 ] |
| 6 tháng 4      | "Mình Bên Nhau Mãi"   | Mỹ Dung         | [ 14 ] |
| 13 tháng 4     | "Người Hát Tình Ca"   | Uyên Linh       | [ 15 ] |
| 20 tháng 4     | "Mình Bên Nhau Mãi"   | Mỹ Dung         | [ 16 ] |
| 27 tháng 4     | "Mình Bên Nhau Mãi"   | Mỹ Dung         | [ 17 ] |
| 4 tháng 5      | "Mình Bên Nhau Mãi"   | Mỹ Dung         | [ 18 ] |
| 11 tháng 5     | "cảm ơn Cuộc Đời"     | Artista Band    | [ 19 ] |
| 18 tháng 5     | "cảm ơn Cuộc Đời"     | Artista Band    | [ 20 ] |
| 25 tháng 5     | "cảm ơn Cuộc Đời"     | Artista Band    | [ 21 ] |
| 1 tháng 6      | "Một Khúc Sông Hồng"  | Thanh Lam       | [ 22 ] |
| 8 tháng 6      | "cảm ơn Mẹ"           | Vũ Thắng Lợi    | [ 23 ] |
| 15 tháng 6     | "cảm ơn Cuộc Đời"     | Artista Band    | [ 24 ] |
| 22 tháng 6     | "Một Khúc Sông Hồng"  | Thanh Lam       | [ 25 ] |
| 29 tháng 6     | "Nhật Ký Của Mẹ"      | Hiền Thục       | [ 26 ] |
| 6 tháng 7      | "Nhật Ký Của Mẹ"      | Hiền Thục       | [ 27 ] |
| 13 tháng 7     | "Người Hát Tình Ca"   | Uyên Linh       | [ 28 ] |
| 20 tháng 7     | "Nhật Ký Của Mẹ"      | Hiền Thục       | [ 29 ] |
| 27 tháng 7     | "Nhật Ký Của Mẹ"      | Hiền Thục       | [ 30 ] |
| 3 tháng 8      | "Người Hát Tình Ca"   | Uyên Linh       | [ 31 ] |
| 10 tháng 8     | "Vòng Tròn"           | Hồng Nhung      | [ 32 ] |
| 17 tháng 8     | "Vòng Tròn"           | Hồng Nhung      | [ 33 ] |
| 24 tháng 8     | "Chuyện Tình Nhà Thơ" | Văn Mai Hương   | [ 34 ] |
| 31 tháng 8     |                       |                 | [ 35 ] |
| 7 tháng 9      | "Mượn"                | Uyên Linh       | [ 36 ] |
| 14 tháng 9     | "Chuyện Tình Nhà Thơ" | Văn Mai Hương   | [ 37 ] |
| 21 tháng 9     | "Mượn"                | Uyên Linh       | [ 38 ] |
| 28 tháng 9     | "Chuyện Tình Nhà Thơ" | Văn Mai Hương   | [ 39 ] |
| 5 tháng 10     | "Chuyện Tình Nhà Thơ" | Văn Mai Hương   | [ 40 ] |
| 12 tháng 10    | "Người Hát Tình Ca"   | Uyên Linh       | [ 41 ] |
| 19 tháng 10    | "Cơn Mưa Ngang Qua"   | M-TP            | [ 42 ] |
| 26 tháng 10    | "Cơn Mưa Ngang Qua"   | M-TP            | [ 43 ] |
| 2 tháng 11     | "Cơn Mưa Ngang Qua"   | M-TP            | [ 44 ] |
| 9 tháng 11     | "Chiếc Khăn Piêu"     | Tùng Dương      | [ 45 ] |
| 16 tháng 11    | "Chiếc Khăn Piêu"     | Tùng Dương      | [ 46 ] |
| 23 tháng 11    | "Chiếc Khăn Piêu"     | Tùng Dương      | [ 47 ] |
| 30 tháng 11    | "Chiếc Khăn Piêu"     | Tùng Dương      | [ 48 ] |
| 7 tháng 12     | "Chiếc Khăn Piêu"     | Tùng Dương      | [ 49 ] |
| 14 tháng 12    | "Chiếc Khăn Piêu"     | Tùng Dương      | [ 50 ] |
| 21 tháng 12    | "Chiếc Khăn Piêu"     | Tùng Dương      | [ 51 ] |
| 28 tháng 12    | "Chiếc Khăn Piêu"     | Tùng Dương      | [ 52 ] |
| 4 tháng 1      | "Chiếc Khăn Piêu"     | Tùng Dương      | [ 53 ] |